# 新场镇 (通江县)
新场乡，是中华人民共和国四川省巴中市通江县下辖的一个乡镇级行政单位。

## 行政区划
新场乡下辖以下地区：
新场街道社区、巴洲沟村、白鹤洞村、红岩村、猫儿坪村、毛村、七家沟村、清江村、石船村、新春村、窄口村和照山坪村。